# Vía Provincial Playas-Engabao
La Vía Provincial Playas-Ingabao (Guayas-129) es una vía provincial de segundo orden de sentido oeste-este ubicada en la Provincia de Guayas.  Esta vía se inicia en la localidad de Engabao y termina en la localidad de General Villamil (Playas).  Esta vía provincial, en su mayoría sin pavimentar,  pasa por la playa de El Pelado - reconocida como un sitio popular de surf.

## Localidades destacables
De oeste a este:
- Engabaoa, Guayas
- Playa de El Pelado, Guayas
- General Villamil (Playas), Guayas